# PTE Gyógyszerésztudományi Kar
A PTE Gyógyszerésztudományi Kar a Pécsi Tudományegyetem egyik legfiatalabb kara. A karrá formálódást megelőzően a pécsi gyógyszerészképzés már 2000 szeptemberében elindult, amelynek indítványozója, egyik alapítója Dr. Szolcsányi János volt. Az önálló Gyógyszerésztudományi Kar 2016. január 1-én kezdte meg működését, melynek vezetését a kar első – előbb megbízott, majd megválasztott – dékánjaként dr. Perjési Pál egyetemi tanár, a Gyógyszerészi Kémiai Intézet igazgatója látta el.

## A pécsi gyógyszerészképzés és a kar története
A pécsi gyógyszerészképzés 2000. szeptemberében, a Pécsi Tudományegyetem Általános Orvostudományi Karának oktatási tevékenysége keretében kezdődött meg. A képzés alapító szakvezetője dr. Szolcsányi János egyetemi tanár, akadémikus volt, aki felismerve a gyógyszerészképzés hiányát a dunántúli egyetemek képzési rendszeréből, kezdeményezte a Magyar Akkreditációs Bizottság (MAB) és a Felsőoktatási Tudományos Tanácstól (FTT) a képzés elindítását. Beadványában több kardinális kérdésre és problémára is felhívta a figyelmet a dunántúli gyógyszerész munkaerő-utánpótlással kapcsolatban. A képzés indulásakor három új gyógyszerészeti szakintézet alapítására került sor, ma a 2016. január 1-én megalakult önálló Gyógyszerésztudományi Kart nyolc intézet alkotja. A Szakot a Magyar Akkreditációs Bizottság 2006-ban akkreditálta. A Minősítő Bizottság jelentésében a következőket állapította meg: 

„A pécsi gyógyszerészképzés minden vonatkozásban megfelel a képzéssel szemben támasztott szakmai követelményeknek. A jelentős számú, tudományos minősítéssel rendelkező oktató tevékenysége az alapja és biztosítéka annak, hogy európai összehasonlításban is kiváló felkészültségű gyógyszerészeket képezzenek.”

– A Magyar Akkreditációs Bizottság 2006/2/II/1/3. sz. határozata

### Oktatás
A graduális gyógyszerészképzés megindulásával egyidőben kezdte meg működését a Gyógyszertudományi Doktori Iskola. A jelenleg is eredményesen működő doktori iskola egyes programjaiban tevékenykedő kutatók a gyógyszertudomány több területén tevékenykednek. A diploma megszerzését követően 3-5 év alatt továbbképzés keretében jelenleg tizenegy szakirányból választva szakgyógyszerészi képesítés megszerzésére is lehetőséget ad az Egyetem.
Az első gyógyszerészdiplomák kiadását (2005) követően, a 2005/2006-os tanévben a – PTE ÁOK Szak- és Továbbképzési Központjával együttműködve – a Szakon megindult a posztgraduális gyógyszerészképzés – a rezidensképzés. A több szakirányban folyó rezidensképzés választható szakirányai közül szinte minden évben a gyógyszerellátás és a gyógyszerhatástan szakirányok iránti érdeklődés kiemelkedő. 2013-ban a Szak az országban elsőként kapott akkreditációt az új rendszerű szakgyógyszerészképzésnek megfelelő rendszerben szakgyógyszerészi képzés indítására.
A PTE ÁOK keretén belül folyó oktatást a Magyar Akkreditációs Bizottság – a társképzőhelyeken folytatott képzésekkel egyidőben – 2006. évben párhuzamos akkreditációs eljárás keretében értékelte, és határozatában a gyógyszerésztudományi területen folyó alapképzést, valamint a Gyógyszertudományi Doktori Iskolában folyó doktori (PhD) képzést kiváló minősítéssel akkreditálta. Az akkreditációs dokumentumban a Látogató Bizottság javasolta, hogy a pécsi gyógyszerészképzés – a társegyetemeken folyó gyógyszerészoktatáshoz hasonlóan – a jövőben önálló kari struktúra keretében történjen.
2010. szeptemberében megkezdte tanulmányait az első angol nyelven oktatott évfolyam. Egyidejűleg megkezdődtek az előkészületek új tanszékek alapítására és új képzési formák megindítására is. E fejlesztések eredményeképpen megalakult a Szakhoz tartozó Gyógyszerészi Biológiai Tanszék (2012), Gyógyszeres Terápiai Tanszék (2012) valamint Gyógyszerészi Biotechnológiai Tanszék (2013). A folyamatos fejlődés eredményeképpen a Szak vezetése 2013. októberére elkészítette a Gyógyszerésztudományi Szak karosítási beadványát.
A Pécsi Tudományegyetem Rektora 2015. augusztusban kapott értesítést a Emberi Erőforrások Minisztériuma és az Oktatási Hivataltól, hogy az Egyetem alapító okiratát a 2013. decemberben benyújtott kérelme alapján módosította, és annak alapján a Gyógyszerésztudományi Kart, mint a PTE tizedik önálló karát nyilvántartásba vette. A Gyógyszerésztudományi Kar 2016. január 1-én vált autonómmá az Általános Orvostudományi Kartól.

## Vezetés
| Státusz                                            | Személy          |
| -------------------------------------------------- | ---------------- |
| Dékán                                              | Fittler András   |
| Általános, tudományos és innovációs dékánhelyettes | Kvell Krisztián  |
| Oktatási és diákjóléti dékánhelyettes              | Rozmer Zsuzsanna |

### Dékánok
- Perjési Pál (2016. január 1. – 2019. május 15.)[1]
- Botz Lajos (2019. május 15. – 2023. április 15.)[1]

## Intézetek és tanszékek
| Szervezeti egység                                         | Vezető           |
| --------------------------------------------------------- | ---------------- |
| Farmakognóziai Intézet                                    | Horváth Györgyi  |
| Gyógyszerészeti Intézet és Klinikai Központi Gyógyszertár | Botz Lajos       |
| Gyógyszerészi Biológiai Tanszék                           | Pandur Edina     |
| Gyógyszerészi Biotechnológia Intézet                      | Pongrácz Judit   |
| Gyógyszerészi Kémiai Intézet                              | Rozmer Zsuzsanna |
| Gyógyszerhatástani Tanszék                                | Pethő Gábor      |
| Gyógyszertechnológiai és Biofarmáciai Intézet             | Pál Szilárd      |
| Szerves és Gyógyszerkémiai Intézet                        | Kálai Tamás      |